# کلی جونز
کلی جونز(به انگلیسی: Kelly Jones) (متولد ۳ ژوئن ۱۹۷۴) نوازندهٔ گیتار، ترانه‌سرا و خوانندهٔ گروه آلترنتیو راک ولزی استریوفونیکس است. موسیقی استریوفونیکس از گروه‌های راکی همچون ای‌سی/دی‌سی و سکس پیستولز تاثیر گرفته‌است.